# 大坂鉄砲奉行
大坂鉄砲奉行（おおさかてっぽうぶぎょう）は、江戸幕府の大坂定番支配の職名である。

## 概略
寛永2年、大番組頭今村正信がこれに任ぜられ、大坂城中の鉄砲火薬およびその倉庫を管理し、あわせて銃器の修繕、硝薬の製造、などを掌った。
当初は1名であったがのちに2名となり、場合により3名となったことがある。
定番支配であり、2人のときは両組とも同心20人ずつ、3人のときは1組は同心30人、他の2組は同心20人ずつを従えた。
赴任のときは金1枚、時服（じふく）2を賜い、引越拝借金70両を許され、合力米は現米80石を賜った。
屋敷は、京橋口定番屋敷の北、弓町の東西に2箇所あった。
3名のときは弓町西側の北端に1箇所を加えた。同心屋敷は、北桃谷町にあたる。
武器庫は本丸に石火矢蔵が2箇所、二の丸、西丸に石火矢蔵および火薬蔵が2箇所、西丸以外に火薬蔵が2箇所、玉蔵が1箇所、また青屋口外玉造蔵場に石火矢蔵が1箇所あった。
城中所蔵の石火矢は286門、小銃は19500余挺あったという。